# Ecnomina alluna
Ecnomina alluna là một loài Trichoptera trong họ Ecnomidae. Chúng phân bố ở miền Australasia.